# Not a Damn Thing Changed
Not a Damn Thing Changed è un singolo del gruppo musicale danese Lukas Graham, pubblicato il 12 ottobre 2018 come secondo estratto dal terzo album in studio 3 (The Purple Album) .
Nel video appare il frontman Lukas Graham che si esibisce all'interno di una chiesa, con un funerale in corso. Vengono alternate altre scene non pertinenti alle prime scene del video.

## Video musicale
Il videoclip è stato pubblicato l'11 ottobre 2018 sul canale YouTube del gruppo.